# Adelaïde Alsop Robineau
Pour les articles homonymes, voir Alsop.
Adelaïde Alsop Robineau (1865–1929) était une peintre sur porcelaine et potière américaine considérée comme l'une des meilleures céramistes de la poterie d'art américaine de son époque.

## Jeunesse et éducation
Adelaide Alsop est née en 1865 à Middletown. Elle a développé un intérêt précoce pour le dessin la peinture sur porcelaine, qui était alors en vogue. Devenue jeune femme, elle aide à subvenir aux besoins de sa famille en enseignant le dessin au pensionnat où elle avait été élève. Lors d'une pause estivale, elle s'inscrit à l'école d'été du peintre William Merritt Chase, sa seule expérience de formation avancée en peinture et en dessin. Elle a ensuite étudié la céramique avec Charles Binns à l'Université d'Alfred et avec Taxile Doat.
En 1899, elle épouse Samuel E. Robineau, un céramiste français qui fut à un moment rédacteur en chef du magazine Old China . Le couple a eu trois enfants. 

## Poterie

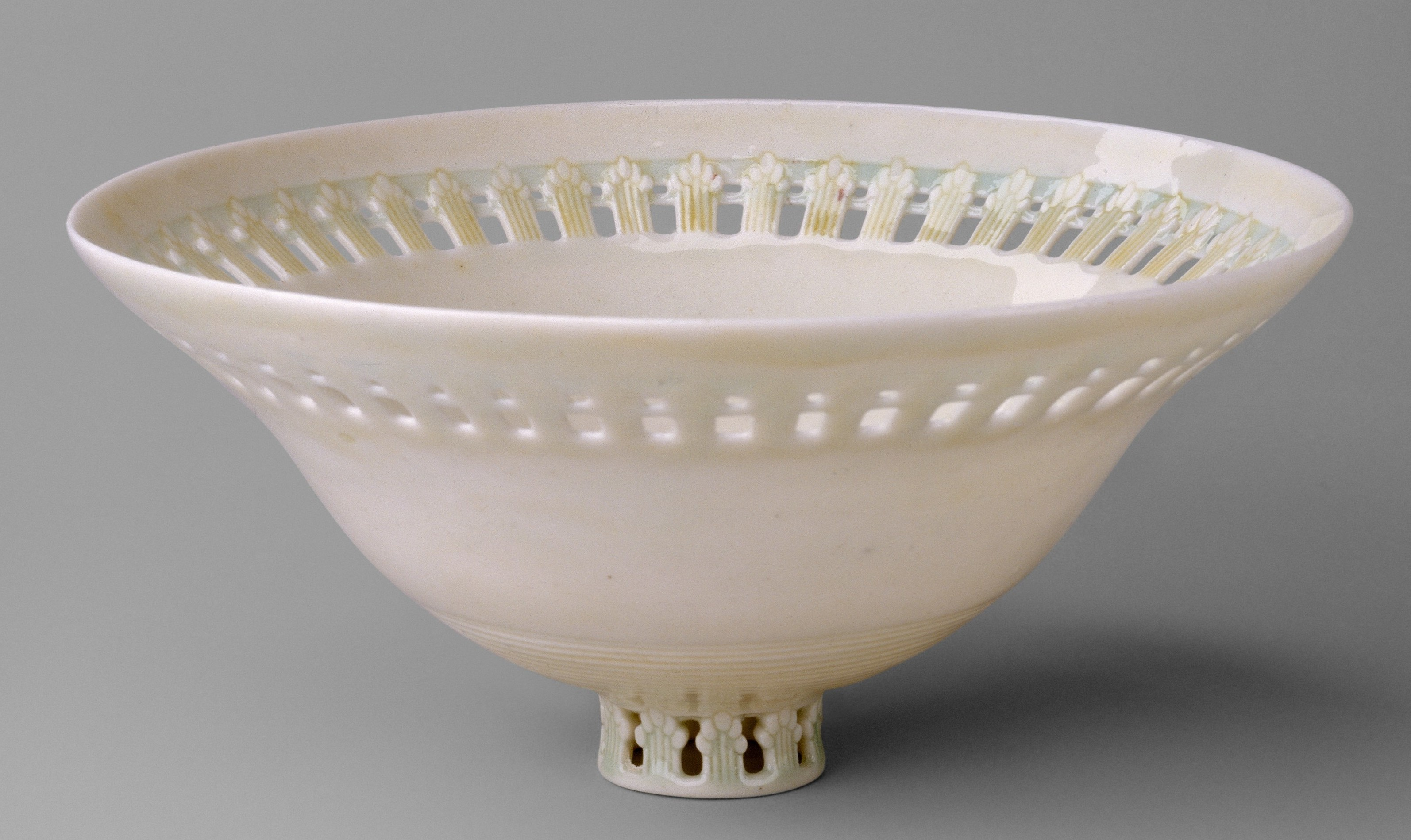
Coupe en porcelaine ajourée, 1924

En 1899, Robineau et son mari lancent Keramic Studio, un périodique pour potiers et céramistes qui restera imprimé jusqu'en 1919.  En quelques années, Robineau devient l'unique rédacteur en chef du magazine. À peu près à la même époque, le couple déménage à Syracuse (New York) où leur maison est conçue par l'architecte Katharine Budd. Robineau a ensuite construit un atelier de céramique à côté de la maison. Elle a enseigné la peinture sur porcelaine et la poterie à son école de poterie Four Winds et a vendu sa porcelaine peinte, ses aquarelles et ses céramiques. 
Robineau a commencé à faire sérieusement de la céramique vers 1901, date à laquelle elle avait déjà une réputation de peintre sur porcelaine. Elle est devenue convaincue que la peinture sur la glaçure - qui était une technique courante - était la mauvaise approche et a commencé à expérimenter d'autres procédures. Elle a travaillé principalement la porcelaine, expérimentant les argiles américaines pour créer une véritable porcelaine à feu vif. Elle a également expérimenté une large gamme de formes, de décorations et d'émaux, avec une utilisation fréquente d'émaux multicolores, opalescents et irisés. Son travail de maturité montre des influences Art Nouveau et japonistes dans l'utilisation d'éléments botaniques et animaliers stylisés. À une époque où de nombreux peintres sur porcelaine réputés travaillaient avec des ébauches fabriquées par d'autres personnes, elle s'occupait elle-même de toutes les phases du processus, de la formation des pots à l'incision et à la peinture. Certains des détails du travail sur ses pièces étaient si fins qu'elle a utilisé des aiguilles à crochet et des outils dentaires pour obtenir l'effet désiré. 
De nombreuses œuvres de Robineau sont des contenants, y compris son œuvre la plus célèbre, le Scarab Vase, un grand vase en porcelaine incisée qui a pris plus de 1 000 heures à fabriquer. En 2000, le magazine Art & Antiquities l'a désignée comme la pièce de céramique américaine la plus importante des cent dernières années. 
Robineau a enseigné à la fois à l'Université de Syracuse (1920-1929) et à l'Art Academy of People's University, une institution fondée par Edward Gardner Lewis dans le Missouri. 
Avant sa mort en 1929, elle a conçu une urne funéraire qui contient maintenant ses cendres et celles de son mari à Syracuse.
Son travail fait partie de la collection du Metropolitan Museum of Art, du Everson Museum of Art, du Detroit Institute of Arts, du Cranbrook Art Museum, et d'autres institutions.

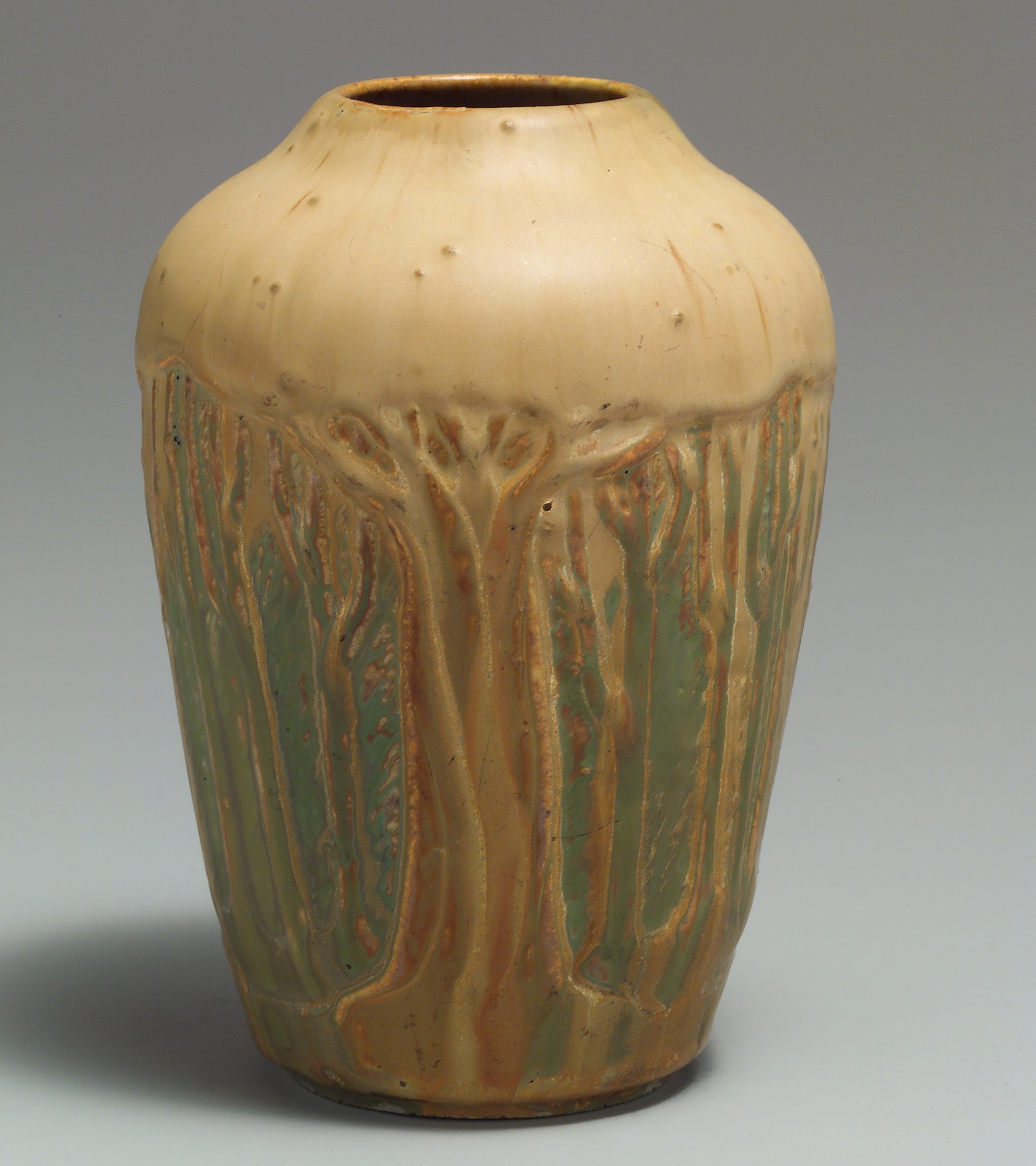
Vase en porcelaine, ch. 1905
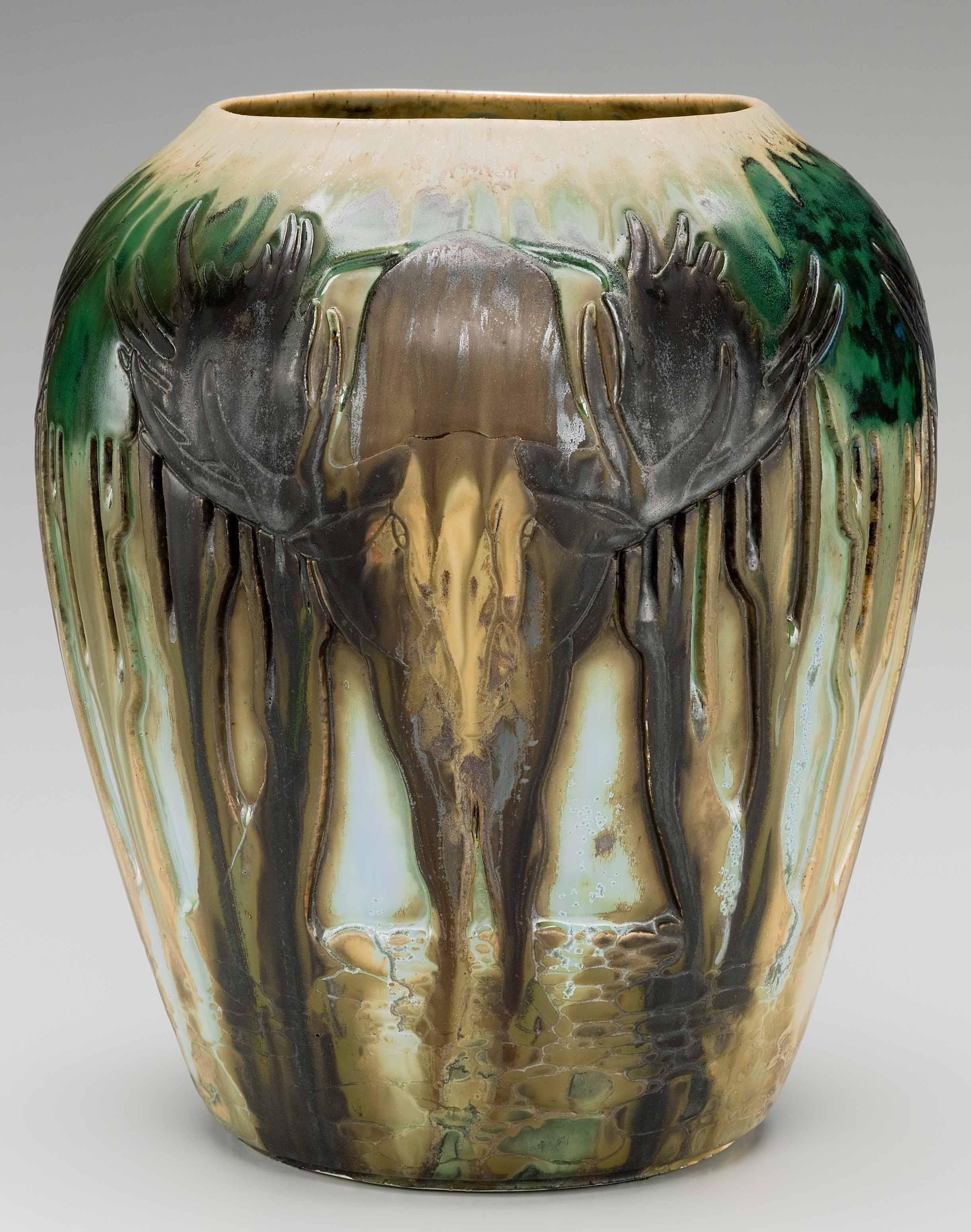
Vase avec orignal, v. 1907-08
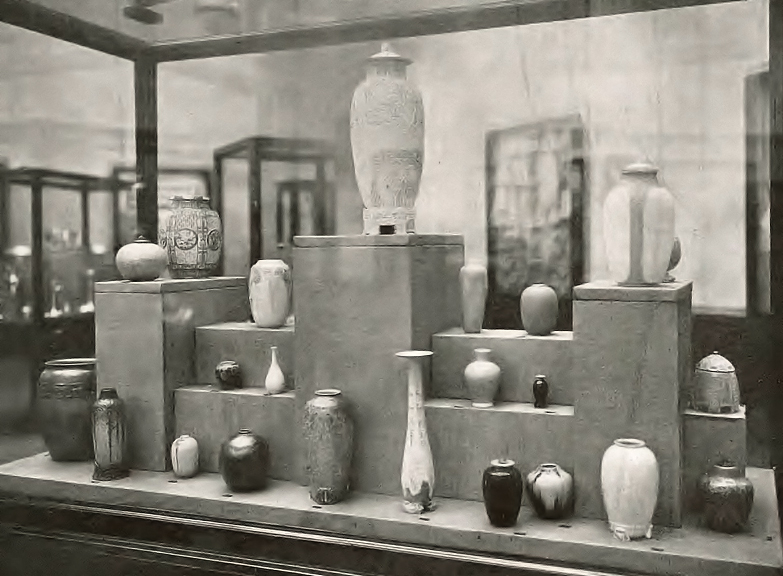
Groupe de vases en porcelaine lors d'une exposition du Chicago Art Institute en 1913, avec un vase Scarab en haut au centre
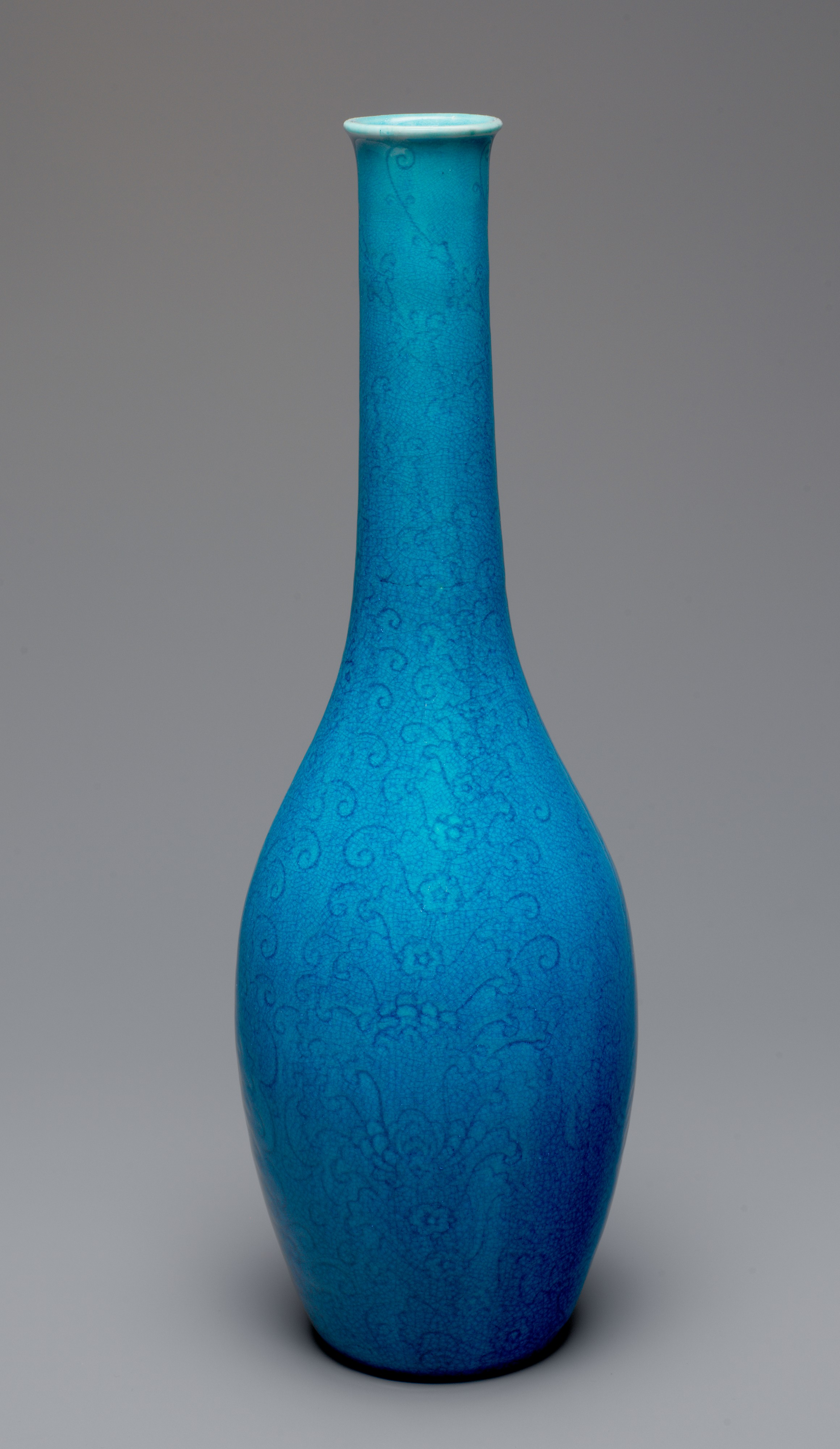
Bouteille, 1926
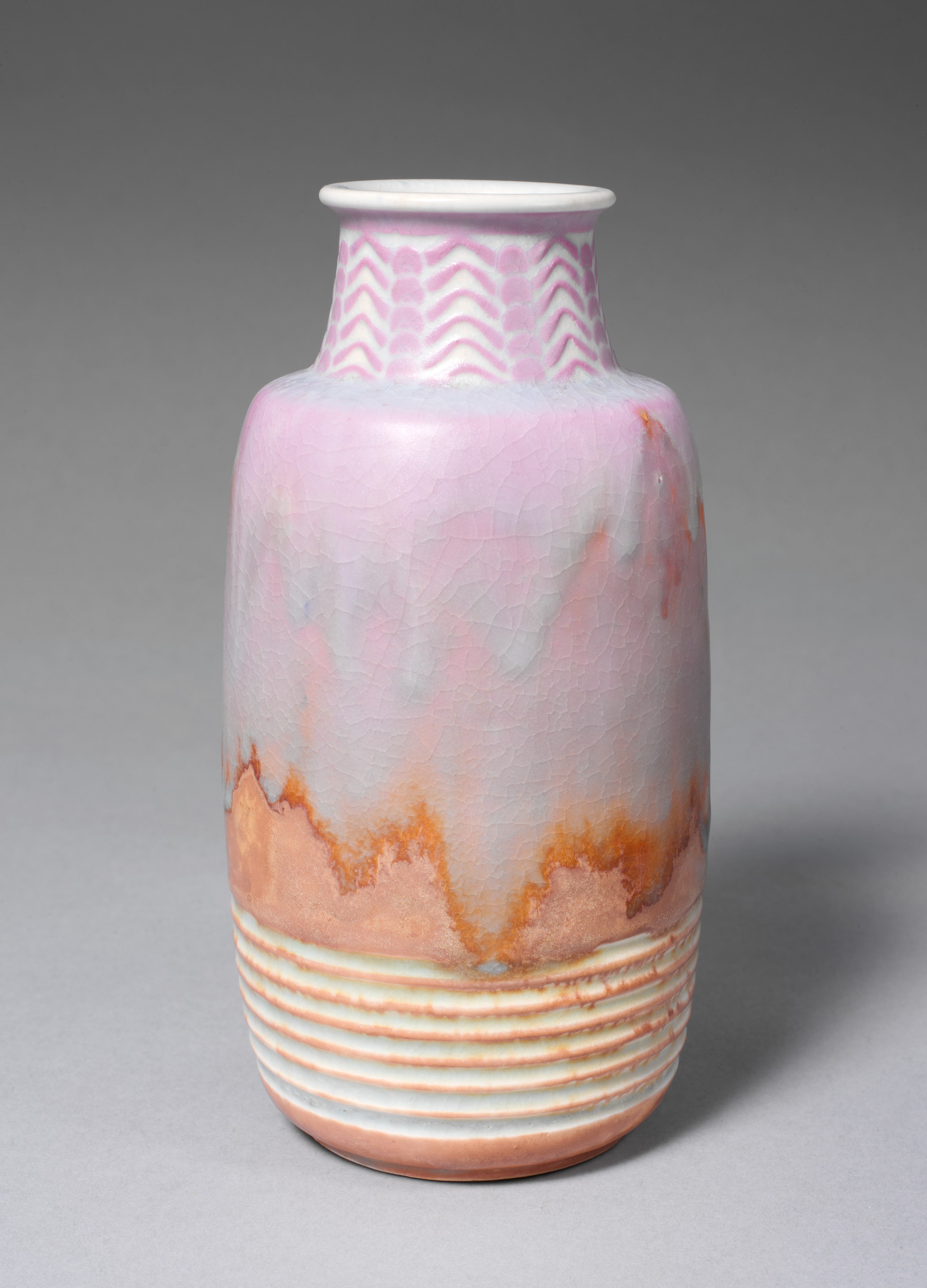
Vase, 1927
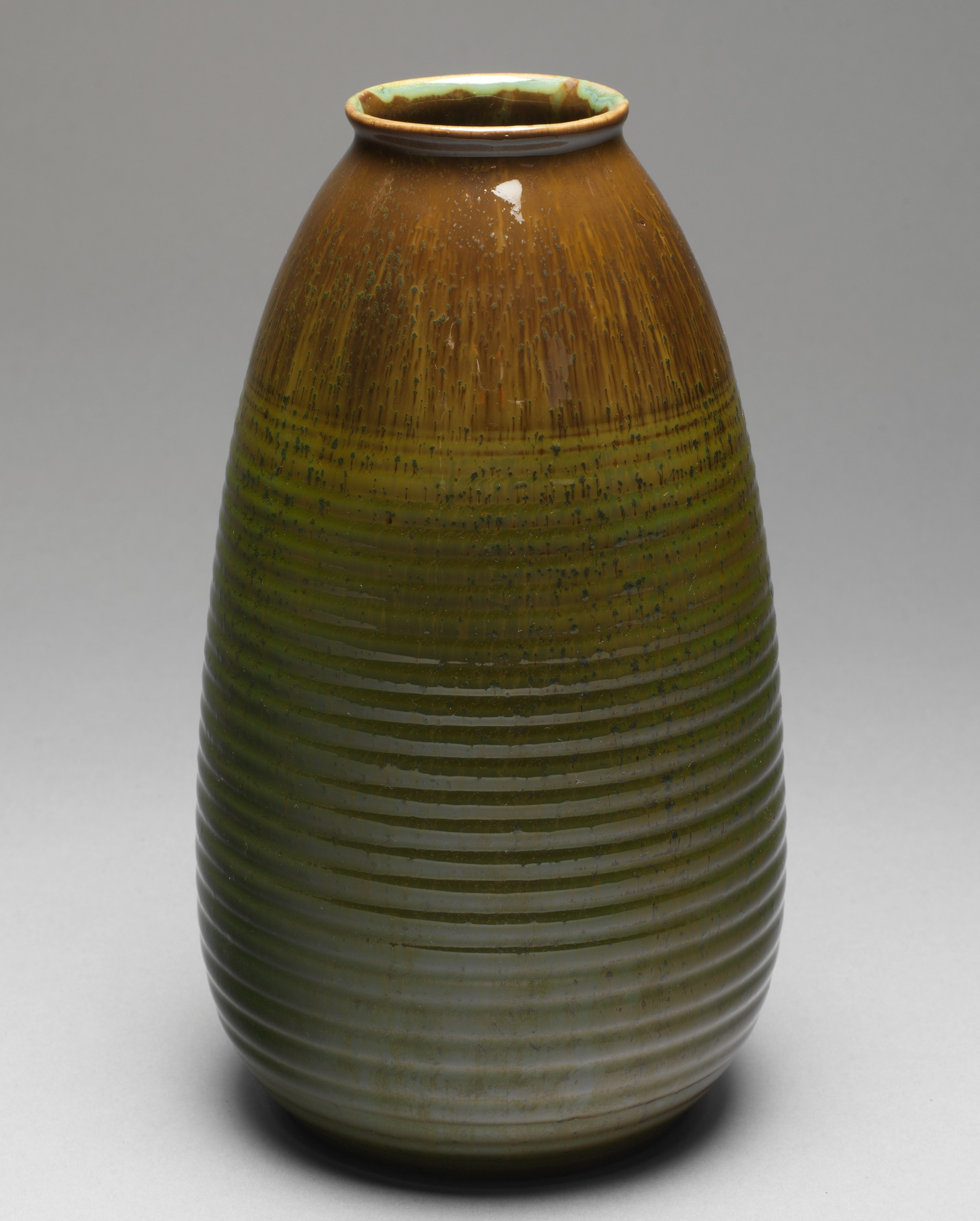
Vase en porcelaine, 1928